# Mene rhombea
Mene rhombea és una espècie extinta de peix pertanyent a la família dels mènids.

## Descripció
- Cos comprimit lateralment.
- Gran aleta caudal triangular.
- Radis allargats a les aletes ventrals.[3]

## Alimentació
D'acord amb les característiques dels seus fòssils (boca petita i corbada cap amunt) i la comparança amb el seu parent viu actual (Mene maculata), hom creu que es nodria de plàncton.

## Distribució geogràfica
Es trobava a l'antic oceà de Tetis durant el període Lutecià de l'Eocè.